# Hradzsin

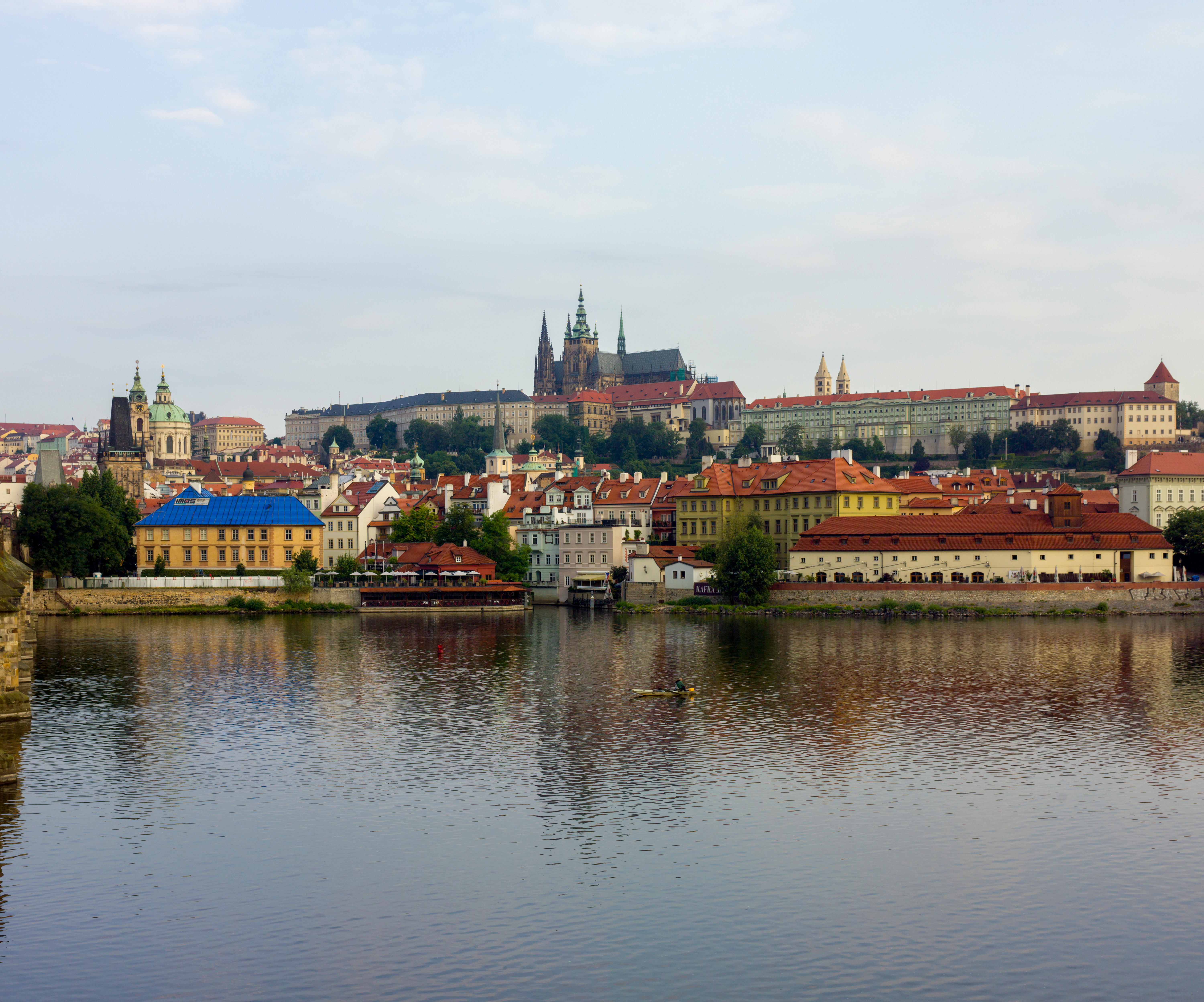
A prágai vár

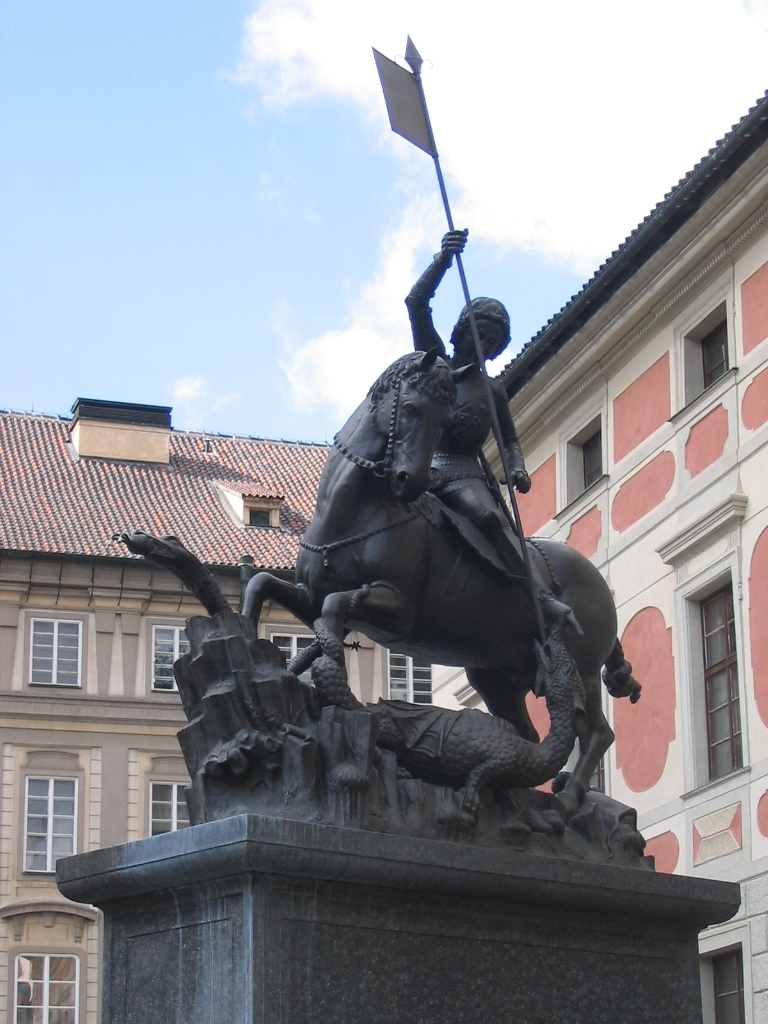
Szent György-szobor (Kolozsvári Márton és György, 1373)

A Hradzsin (csehül: Hradčany) Prága egyik történelmi negyede:
- tágabb értelemben a Várnegyed, egyike a Prágát 1784-ben létrehozó négy városrésznek. A Moldva bal partján, a Kisoldal feletti dombon, a vártól északra és nyugatra elhelyezkedő, 151,47 ha területű negyed lakossága 2001-ben 2313 volt. A városrész jelenleg az 1. és a 6. kerülethez tartozik.

A történelmi nevezetességek mellett a csodálatos kilátás is a turisták egyik legfontosabb prágai célpontjává teszi. A negyed egyben az ország közigazgatási központja is; itt van a cseh parlament alsó- és felsőháza, az elnöki palota, a Loreto-kápolna és számos, kevésbé ismert klasszicista, illetve barokk épület.
- A szűkebb és használatosabb értelemben a vár és a Hradzsin két külön városrész; a Hradzsin a vártól északra és nyugatra terül el. A vár már a 9. században állt, a zömmel a szolgaszemélyzet lakhelyeiből álló Hradzsin csak 1320-ban alakult ki és kapott nevet.

## Kialakulása, fejlődése
A Vár környékén 1320 táján telepített le jobbágyokat Luxemburgi János (1310–1346) várnagya, Dubái Hynek Berka, hogy mindenféle szolgamunkákat lássanak el a vár és lakói számára, emellett műveljék a földet, gondozzák az állatokat, őrködjenek stb. (a hradčany szó várnépet jelent). Éppen ezért a Hradzsint sokáig a várnagy (Burggraf) igazgatta.
János fia, IV. Károly (1346–1378) jelentősen megnagyobbíttatta és megerősíttette a negyedet.
A jobbágyvároskát évszázadokon át mély sáncárok választotta el a vártól: a két városrészt csak híd kötötte össze.
Az 1541. évi tűzvészben szinte az egész negyed leégett, és újjá kellett építeni. Az előkelők ekkortájt kezdték felvásárolni a Hradzsin tér és a vár közötti részeket, amiktől elkülönült a Hradzsin tértől nyugatra,n vártól északnyugatra, az egykori városfal közelében kialakuló, Új világnak (Nový svět) nevezett új szegénynegyed. Ezt a nevet ma az egykori negyed egyetlen, ódon hangulatú utcácskája viseli, restaurált műemlékházakkal. A fő turistaúttól távol eső, kanyargós utcákban jól restaurált kis lakóházak állnak. A végképp lerobbant, építészetileg értéktelen épületek helyén teniszpályákat, játszóteret és szabadtéri színpadot alakítottak ki.
1598-ban II. Rudolf adta meg Hradzsinnak a szabad királyi város rangot. 1784-ben a négy részből egyesített Prága része lett.

## Nevezetességei
- Hradzsin tér
- Érseki palota
- Schwarzenberg-palota
- Sarm-palota
- Toszkánai palota (Külügyminisztérium)
- Martinic-palota
- Sternberg-palota a Nemzeti Galériával
- Nepomuki Szent János temploma
- Új Világ utca
- Szent Norbert szobra
- Szent Rókus-templom
- Strahovi kolostor
- Loreta a Loretói Szűz Mária-templommal
- Černín-palota
- Hradzsini városháza
- Hrzán-palota
- Anna királyné nyári palotája (Letohrádek královny Anny)
- kapucinus kolostor

## Lakossága
A városrész népességének változása:
| Lakosok száma | 5940 | 12 584 | 12 906 | 10 732 | 9100 | 6154 | 4590 | 2797 | 2313 | 1774 |
|               | 1869 | 1890   | 1900   | 1921   | 1930 | 1961 | 1970 | 1991 | 2001 | 2021 |